# Eurycoma
Eurycoma es un pequeño género de plantas de flores con cuatro especies de árboles perteneciente a la familia Simaroubaceae, son nativos del sudeste tropical de Asia. Son pequeños árboles perennes con hojas espirales pinnadas. Las flores son pequeñas agrupadas en largas panículas. 

## Usos
Eurycoma longifolia se ha convertido en popular por su supuesta mejora de las propiedades de la testosterona. Por consiguiente, se ha incluido en algunos de los suplementos a base de hierbas para fisicoculturistas. Históricamente, el sureste de Asia se ha utilizado la hierba para antipalúdicos, antipiréticos, antiulcerosos, citotóxicos y propiedades afrodisíacas.
Algunos estudios científicos sugieren que aumenta el rendimiento y las características sexuales en los animales. Sin embargo, se necesita más investigación.
En otros estudios, las fracciones de Eurycoma longifolia Jack extracto han demostrado inducir la apoptosis en células de cáncer de mama y que es citotóxica para las células del cáncer de pulmón.
El British Journal of Sports Medicine publicó los resultados de un estudio científico en el año 2003, lo que demuestra que la Eurycoma longifolia provocó aumento de la fuerza muscular y tamaño, en comparación con un placebo. Esto puede demostrar las propiedades anabolizantes de Tongkat Ali, pero de nuevo es necesario más investigación. Algunos atletas y constructores ahora usan Tongkat Ali extracto con la esperanza de que actuará como un detonante de la testosterona, para mejorar el tamaño del músculo, fuerza, rendimiento y sin drogas.

## Especies
- Eurycoma apiculata Benn.
- Eurycoma harmandiana Pierre
- Eurycoma latifolia Ridl.
- Eurycoma longifolia Jack